# Colusa (rodzaj)
Colusa – rodzaj chrząszczy z rodziny kusakowatych i podrodziny rydzenic. Obejmuje 25 opisanych gatunków.

## Morfologia
Chrząszcze o drobno i gęsto punktowanych głowie, przedpleczu i pokrywach. Aparat gębowy cechuje się umiarkowanie poprzeczną wargą górną o wypukłej krawędzi przedniej oraz długim i wąskim języczkiem z jednopłatowym, opatrzonym parą drobnych, stożkowatych sensillów wierzchołkiem. Szerokość szyi wynosi około ⅓ szerokości głowy. Silnie wysklepione przedplecze ma brzegi boczne i tylny nieobrzeżone w widoku grzbietowym. Odnóża tylnej pary mają stopy o pierwszym członie tak długim jak dwa następne razem wzięte lub jeszcze nieco dłuższym. Odwłok jest wyraźnie u nasady przewężony, najszerszy między piątym a szóstym segmentem. Na tergitach od trzeciego do piątego obecne są wyraźne, grubo punktowane wciski przednie, na tergicie szóstym wcisk jest płytki lub brak go wcale. Punktowanie tergitów poza wciskami jest drobne i przeciętnie gęste. Sternit ósmy u samca jest pośrodku krawędzi tylnej ostro wyciągnięty, u samicy cecha ta jest słabiej zaznaczona. Genitalia samca cechuje niezbyt smukły edeagus, przeciętnych rozmiarów crista proximalis i wydłużony płat wierzchołkowy paramery. Genitalia samicy mają spermatekę o dość długiej i cienkiej części proksymalnej oraz małej oskórkowej inwaginacji.

## Rozprzestrzenienie
Przedstawiciele rodzaju zamieszkują Amerykę Północną.

## Taksonomia
Takson ten wprowadzony został w 1885 roku przez Thomasa Lincolna Caseya na łamach „Bulletin of the California Academy of Sciences”. W 1918 roku Adelbert Fenyes wyznaczył C. gracilis jego gatunkiem typowym. Przez dłuższy czas Colusa uznawana była za synonim Blepharhymenus. Przywrócenia jej statusu rodzaju z nową diagnozą dokonał w 2019 roku Volker Assing.
Do rodzaju tego należą:

- Colusa aemula
- Colusa brendeli
- Colusa brevicornis
- Colusa clavicauda
- Colusa concinna
- Colusa defecta
- Colusa eminens
- Colusa exilis
- Colusa eximia
- Colusa gaudens
- Colusa gracilis
- Colusa grandicollis
- Colusa illecta
- Colusa lacustris
- Colusa lativentris
- Colusa leviventris
- Colusa ludibunda
- Colusa monticola
- Colusa morigera
- Colusa occidua
- Colusa quadripennis
- Colusa strangulans
- Colusa tenuicornis
- Colusa valida
- Colusa ventralis